# (458703) 2011 HU73
(458703) 2011 HU73 es un asteroide perteneciente al cinturón exterior de asteroides, descubierto el 10 de mayo de 1997 por el equipo del Spacewatch desde el Observatorio Nacional de Kitt Peak, Arizona, Estados Unidos.

## Designación y nombre
Designado provisionalmente como 2011 HU73.

## Características orbitales
2011 HU73 está situado a una distancia media del Sol de 3,629 ua, pudiendo alejarse hasta 4,114 ua y acercarse hasta 3,144 ua. Su excentricidad es 0,134 y la inclinación orbital 8,521 grados. Emplea 2525,34 días en completar una órbita alrededor del Sol.
Los próximos acercamientos a la órbita joviana se producirán el 23 de octubre de 2033, el 1 de febrero de 2051 y el 28 de mayo de 2083, entre otros.

## Características físicas
La magnitud absoluta de 2011 HU73 es 15,91. Tiene 4,485 km de diámetro y su albedo se estima en 0,183.